# 藥劑業及毒藥管理局
藥劑業及毒藥管理局（英語：Pharmacy and Poisons Board）是根據香港法例第138章《藥劑業及毒藥條例》第3條成立的獨立法定機構，負責香港藥劑製品和藥劑師註冊和管制事宜。現任主席是林文健醫生。